# Championnats du monde de trampoline 2023
Navigation
2022 2025
Les championnats du monde de trampoline 2023, trente-septième édition des championnats du monde de trampoline, ont lieu du 9 au 12 novembre 2023 à Birmingham, en Angleterre.
La capitale avait accueilli un peu plus tôt dans l’année les Championnats du monde de gymnastique rythmique.
Les huit finalistes des compétitions individuelles de trampoline masculine et féminine obtiendront un billet pour leur pays pour les Jeux olympiques de Paris 2024 avec une limite d’un par pays.

## Médaillés
| Épreuves                           | Or | Argent | Bronze |
| ---------------------------------- | --- | --- | --- |
| Hommes                             | | | |
| Trampoline individuel              | Yan Langyu (CHN) | Wang Zisai (CHN) | Ryusei Nishioka (JPN) |
| Trampoline par équipes             | France- Julian Chartier - Allan Morante - Pierre Gouzou - Morgan Demiro-o-Domiro | Espagne- David Vega - Jorge Martín - Robert Vilarasau - David Franco                                                                                      | Grande-Bretagne- Andrew Stamp - Zak Perzamanos - Corey Walkes - Peter Buravytskiy                                                                              |
| Trampoline synchronisé             | Allemagne- Caio Lauxtermann - Fabian Vogel | États-Unis- Rubén Padilla - Aliaksei Shostak | France- Pierre Gouzou - Morgan Demiro-o-Domiro |
| Double Mini Trampoline             | Rubén Padilla (USA) | David Franco (ESP) | Tiago Sampaio Romão (POR) |
| Double Mini Trampoline par équipes | États-Unis- Tomas Minc - Simon Smith - Rubén Padilla - Dylan Kline | Espagne- David Franco - Andrés Martínez - Carlos del Ser - Nicolás Toribio                                                                                | Grande-Bretagne- Omo Aikeremiokha - Daniel Berridge - Lewis Gosling - Marshall Frost                                                                           |
| Tumbling                           | Mixail Malkin (AZE) | Kaden Brown (USA) | Jaydon Paddock (GBR) |
| Tumbling par équipes               | Azerbaïdjan- Adil Hacızadə - Mixail Malkin - Tofiq Əliyev - Elnur Məmmədov | Grande-Bretagne- Jaydon Paddock - Kristof Willerton - William Cowen - Fred Teague                                                                         | Danemark- Martin Abildgaard - Magnus Lindholmer - Mads Hansen - Jeppe Mikkelsen                                                                                |
| Femmes                             | | | |
| Trampoline individuel              | Bryony Page (GBR) | Zhu Xueying (CHN) | Jessica Stevens (USA) |
| Trampoline par équipes             | Chine- Zhu Xueying - Fan Xinyi - Hu Yicheng - Cao Yunzhu | France- Léa Labrousse - Laura Paris - Cléa Brousse - Anaïs Brèche                                                                                         | Géorgie- Mariam Ragimovi - Anano Apakidze - Luba Golovina - Teona Janjgava                                                                                     |
| Trampoline synchronisé             | États-Unis- Nicole Ahsinger - Cheyenne Sarah Webster | Chine- Qiu Zheng - Lin Qianqi | Grande-Bretagne- Isabelle Songhurst - Bryony Page |
| Double Mini Trampoline             | Melania Rodríguez (ESP) | Aliah Raga (USA) | Grace Harder (USA) |
| Double Mini Trampoline par équipes | Grande-Bretagne- Kirsty Way - Molly McKenna - Bethany Williamson - Ruth Shevelan | Portugal- Diana Gago - Alexandra Garcia - Sara Guido - Rita Abrantes                                                                                      | Canada- Ashley Anaka - Zoe Phaneuf - Hannah Metheral - Kalena Soehn                                                                                            |
| Tumbling                           | Candy Brière-Vetillard (FRA) | Megan Kealy (GBR) | Saskia Servini (GBR) |
| Tumbling par équipes               | Grande-Bretagne- Naana Oppon - Saskia Servini - Megan Kealy - Shanice Davidson | France- Maëlle Dumitru-Marin - Marie Deloge - Candy Brière-Vetillard - Maëlie Abadie                                                                      | États-Unis- Miah Bruns - Tia Taylor - Anastasia Katchalova - Hope Bravo                                                                                        |
| Mixte                              | | | |
| Concours général par équipe        | États-Unis- Jessica Stevens - Miah Bruns - Rubén Padilla - Aliaksei Shostak - Kaden Brown - Shelby Nobuhara - Nicole Ahsinger - Cheyenne Sarah Webster - Isaac Rowley - Cody Gesuelli | Portugal- Sofia Correia - Mariana Cascalheira - Tiago Sampaio Romão - Diogo Abreu - Vasco Peso - Diana Gago - Mariana Carvalho - Catarina Marianito Nunes | Grande-Bretagne- Bryony Page - Shanice Davidson - Lewis Gosling - Andrew Stamp - Fred Teague - Kirsty Way - Isabelle Songhurst - Corey Walkes - Zak Perzamanos |